# Khargī
Khargī (persiska: خرگی) är en ort i Iran.   Den ligger i provinsen Hormozgan, i den sydöstra delen av landet, 1 100 km sydost om huvudstaden Teheran. Khargī ligger 6 meter över havet och antalet invånare är 273.
Terrängen runt Khargī är mycket platt. Runt Khargī är det ganska glesbefolkat, med 50 invånare per kvadratkilometer. Khargī är det största samhället i trakten. Trakten runt Khargī är ofruktbar med lite eller ingen växtlighet.